# Furuholmen (vid Hammars, Borgå)
Furuholmen är en ö i Finland. Den ligger i Finska viken och i kommunen Borgå i landskapet Nyland, i den södra delen av landet. Ön ligger omkring 44 kilometer nordöst om Helsingfors.
Öns area är 5,4 hektar och dess största längd är 320 meter i öst-västlig riktning. Ön höjer sig omkring 25 meter över havsytan. I omgivningarna runt Furuholmen växer i huvudsak blandskog.